# Mitdoge
Als Mitdogen (in der italienischen Literatur co-dux) wurden seit der 1. Hälfte des 19. Jahrhunderts diejenigen Söhne oder Brüder des herrschenden Dogen von Venedig bezeichnet, die von ihm selbst oder der Volksversammlung zu Mitherrschern erhoben worden waren. Sie wurden in den zeitlich näheren Quellen meist als ‚Dogen‘ („duces“) bezeichnet. Eine solche Erhebung zum Mitdogen fand erstmals im Jahr 787 statt. Sie war eine gängige Praxis bis 887; diese Praxis endete nach einem neuerlichen Aufleben um 958 erst im Jahr 1026, um 1040 explizit untersagt zu werden.
Die meisten Mitdogen spielten in der späteren Geschichtsschreibung Venedigs nur eine geringe Rolle. Starben nämlich die Söhne oder Brüder noch vor dem Ableben oder der Absetzung des Dogen, so wurden sie nicht in die Liste der Dogen aufgenommen. Infolgedessen verschwanden sie ab dem Spätmittelalter weitgehend aus der zunehmend staatlich gesteuerten Geschichtsschreibung. Die Einrichtung einer Anwartschaft auf den Dogensitz durch Kooptation, wie die Erhebung des Sohnes zum Mitdogen durch den bereits herrschenden Vater (in einem Fall auch der Brüder) betrachtet werden kann, kennzeichnet die Versuche, eine Dynastie zu gründen. Dies stieß jedoch in Venedig auf zunehmenden Widerstand, der sich in einem weitgehenden Verschweigen in der staatlichen Geschichtsschreibung seit dem Dogen Andrea Dandolo niederschlägt.
Im Jahr 1040 wurde dieses 787 erstmals angewandte Verfahren zur Erhebung eines prädestinierten Nachfolgers zu Lebzeiten des Dogen strikt untersagt. Der Doge durfte zu seinen Lebzeiten keinen Mitdogen mehr erheben, und außerdem durfte er nicht mehr seinen Nachfolger bestimmen: „ut dux creandum consortem vel successorem non faciat nec fieri permittat eo vivente“ (Andrea Dandolo).
Zwischen dem späten 8. Jahrhundert und 887, also rund ein Jahrhundert lang, und dann noch einmal zu Anfang des 11. Jahrhunderts, kam es zu mindestens 14 Erhebungen zu Mitdogen. Neben dem Zusammenhang zu Dynastiebildungen bilden drei Brüder, die ab etwa 804 gemeinsam regierten, einen Sonderfall.
Auch später wurden Söhne zu einer Art Nebenherrschern in Venedig erhoben, die jedoch ihre Väter ausdrücklich in Venedig nur bis zu deren Rückkehr vertraten. Dabei handelte es sich zwischen 1122 und 1205 um drei explizit als Vizedogen bezeichnete Söhne, die nach der Rückkehr formlos abtraten, in einem Fall, nachdem der Vater gestorben war. Vizedoge zu sein bedeutete keineswegs, einen Anspruch auf die Nachfolge zu erlangen.
Die venezianische Geschichtsschreibung, die erst um 1000 einsetzt, besaß lange keine Vokabel, um den Mitdogen zu bezeichnen. Stattdessen umschrieb sie den Vorgang, etwa als Agnello Particiaco einen seiner Söhne „id est Iohannes, ducem fieri promovit“ (Istoria Veneticorum, II, 31). Auch als zwei Brüder ihren gemeinsamen Bruder Valentinus zum Dogen erheben wollten, lautete die Umschreibung: „Deinde Obelierius et Beatus duces Valentinum, tercium illorum fratrem, in dignitate sui ducatus habere consortem voluerunt“ (II, 26). Einen eigentlichen Titel erhielt der so zu Ehren Gekommene noch nicht. Im 14. Jahrhundert bezeichnete man den Mitdogen als consorte nel Ducato, danach gelegentlich als compagno nel ducato, im 16. Jahrhundert im Deutschen gar als bloßen „Gehilfen“ des Dogen. Die Vorstellung einer eigenen Rechtsnatur war weitgehend verschwunden.

## Versuche der Dynastiebildung

### Die ersten Mitdogen (um 785–803): die Galbaio-Dynastie
Einen Sohn zum Mitherrscher zu erheben, um auf diese Weise eine Dynastie zu bilden, stellt ein Vorgehen dar, das schon sehr früh in Übung war, etwa in Rom. Aber auch im Italien des 8. Jahrhunderts wurde eine solche Erhebung als Dynastiegründung betrachtet. So erhob der Langobardenkönig Desiderius im Jahr 757 seinen Sohn Adelchis zum Mit-König.
Es war ein Angehöriger der mächtigen Galbaio-Familie, Johannes, der (wohl im Jahr 785) als erster durch seinen Vater zum Mit-Dogen erhoben wurde. Da er nach dem Tod seines Vaters Mauritius (I.) allein herrschte, wurde er von der venezianischen Geschichtsschreibung als Doge anerkannt, obwohl diese Amtserhebung ohne Wahl durch die Volksversammlung geschehen war. Diese Anerkennung seitens der Historiographie fand hingegen sein Sohn Mauritius (II.), der von 797 bis 803 mitregierte, nicht, da er noch vor seinem Vater starb.

### Drei Brüder als Dogen (etwa 804–810)
Die Frage der Anerkennung der Mitdogen als wirkliche Dogen blieb lange ungeklärt. Im Chronicon Altinate oder Chronicon Venetum erscheinen sowohl Beatus als auch sein Bruder Obelerius als Dux mit der gemeinsamen Amtsdauer von fünf Jahren: „Obelierius dux et Beatus, frater eius, sederunt ann. 5“. Während jedoch Obelerius als Doge in der Geschichtsschreibung Anerkennung fand, gilt dies für seine jüngeren Brüder Beatus und Valentinus keineswegs, obwohl Beatus im Dogenpalast als Gründer Venedigs und erster Doge in der Stadt Venedig bis heute präsentiert wird.
Für Martino da Canal war es Mitte des 13. Jahrhunderts ebenso selbstverständlich, dass beide Brüder als ‚Dogen‘ herrschten. Dabei waren sie als „Messer“ bzw. „Mesir“ anzusprechen, wie es gegenüber dem Stadtadel üblich war: „mesire Beat et son frere furent dus“.
Die älteste volkssprachliche Chronik, die Cronica di Venexia detta di Enrico Dandolo aus dem 14. Jahrhundert, rückt die Eifersucht des Obelerius auf seinen Bruder „Biado“ in den Mittelpunkt. Obelerius machte sich, im Gegensatz zu Beatus, verhasst; wäre nicht die Liebe der Bewohner zu Beatus gewesen, so wäre der ältere Bruder längst getötet worden. Der Autor legt Beatus wegen dessen Verrat eine Ansprache in den Mund, die er gegen Kaiser Karl und „pessimo mio fradelo“ richtet, gegen seinen ‚überaus schlechten Bruder‘, der ums Leben kam. Der Kaiser habe versucht, Venedig zu erobern, doch sei er gescheitert. Nach wenigen Tagen der Trauer habe er Beatus persönlich auf dem Lido besucht, sich dafür entschuldigt, dass er den Intrigen des Obelerius zum Opfer gefallen sei. Alles was geschehen sei, solle vergessen sein, als wäre es nie geschehen. Dann fuhren die beiden Herrscher nach Freilassung der Gefangenen Richtung Rialto. Beatus starb nach fünf Jahren der Herrschaft und wurde laut der Chronik mit größten Ehren beigesetzt. Nur weil er seinen Dogenbruder (angeblich) überlebt hatte, konnte Beatus noch im 14. Jahrhundert volle Anerkennung als Doge finden.
Diese Auffassung, Beatus sei der „eigentliche Gründer Venedigs“ gewesen, spiegelt sich in den ‚Sprechenden Dogenporträts‘ wider, die nach 1577 im Dogenpalast angefertigt wurden. Diese wiederum gehen auf Darstellungen des 14. Jahrhunderts zurück. Dort, im Saal des Großen Rates, ist Beatus (und nicht – wie zeitweise angenommen – Obelerius) der früheste Doge, der seine Residenz im heutigen Venedig hatte. Der dunkle Text auf dem Spruchband lautet: „Fratris ob invidiam rex Pipinus in rivoaltum / venit, defendi patriam sibi gratificatus“ (sinngemäß: Wegen des Neides (meines) Bruders kam Pippin nach Rialto, ich verteidigte das Vaterland und habe ihm damit Genugtuung verschafft).

### Mitdogen der Particiaco-Dynastie (ab etwa 809), Tradonicus
Giustiniano Particiaco (827–829), ab 809(?) Mitdoge, überlebte seinen Vater Agnellus und folgte ihm daher 827 im Amt. Während er dadurch Anerkennung als Doge fand, schwand diese Anerkennung durch die Historiographen bei dessen Sohn Agnellus (II.), da er bereits um 820 starb. Giovanni I. Particiaco, der Bruder des Giustiniano, wurde gleichfalls zum Mitdogen erhoben, überlebte seinen Vater ebenfalls, so dass auch er Anerkennung durch die Geschichtsschreiber der Republik Venedig fand.

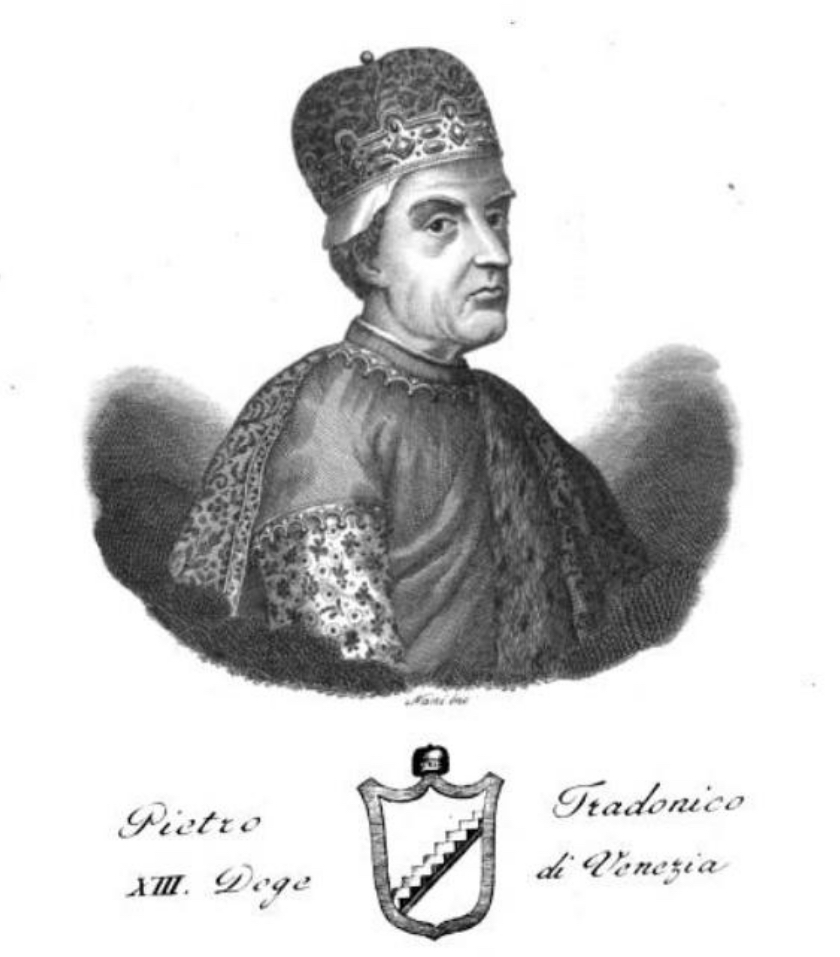
Pietro Tradonico in Emmanuele Antonio Cicognas Storia dei Dogi di Venezia, Bd. 1, Venedig 1867, o. S. Der Kupferstich entstand durch Antonio Nani in den frühen 1830er Jahren und wurde 1835/36 und 1840 in seiner Serie dei Dogi di Venezia veröffentlicht.

Dies galt nicht für Johannes Tradonicus, obwohl er über lange Zeit, nämlich von 836 bis 863 Mitdoge seines Vaters Petrus Tradonicus war. Da er ein Jahr vor seinem Vater starb, galt auch er lange Zeit nicht als Doge, wohingegen die zeitnäheren Quellen ihn ausdrücklich als solchen anerkannten. Er erscheint in einer Urkunde als „gloriosus dux Veneciarum“.
Der Particiaco Petrus wurde als jüngster Bruder Johannes’ II. zum Mitdogen erhoben, doch starb er bereits vor diesem um 885. Ein anderer Bruder des Dogen namens Ursus herrschte ebenfalls gemeinsam mit dem Dogen, doch trat er mit diesem zurück. Somit schied auch er im Laufe des 14. Jahrhunderts als Doge aus der Historiographie aus.

### Weitere Dynastiebildungen: die Candiano und Orseolo
Dem Dogen Pietro I. Candiano wurden 887 von dem erkrankten Particiaco-Dogen Johannes II. die Insignien seiner Macht übergeben. Auch Pietro IV. Candiano wurde spätestens 958 von seinem gleichnamigen Vater zunächst zum Mitdogen erhoben. Der Vater starb 959/960 und der Sohn wurde, trotz Flucht nach Ravenna, Rebellion und Piraterie gegen Venedigs Händler, sogleich als Doge zurückberufen.
Auch die Orseolo-Dynastie zeichnete sich dadurch aus, dass einige Söhne des Dogen als Mitdogen eingesetzt wurden. Dies gilt für Giovanni Orseolo, der von 1002 bis 1008 Mitdoge seines Vaters Pietro II. war. Auch sein jüngerer Bruder Ottone wurde (im Jahr 1008) zum Mitherrscher erhoben, doch fand er allein dadurch als Doge Anerkennung in der Geschichtsschreibung, dass er, im Gegensatz zu seinem Bruder, den gemeinsamen Vater mehr als 20 Jahre überlebte.

## Bezeichnungen vom 10. bis zum 19. Jahrhundert

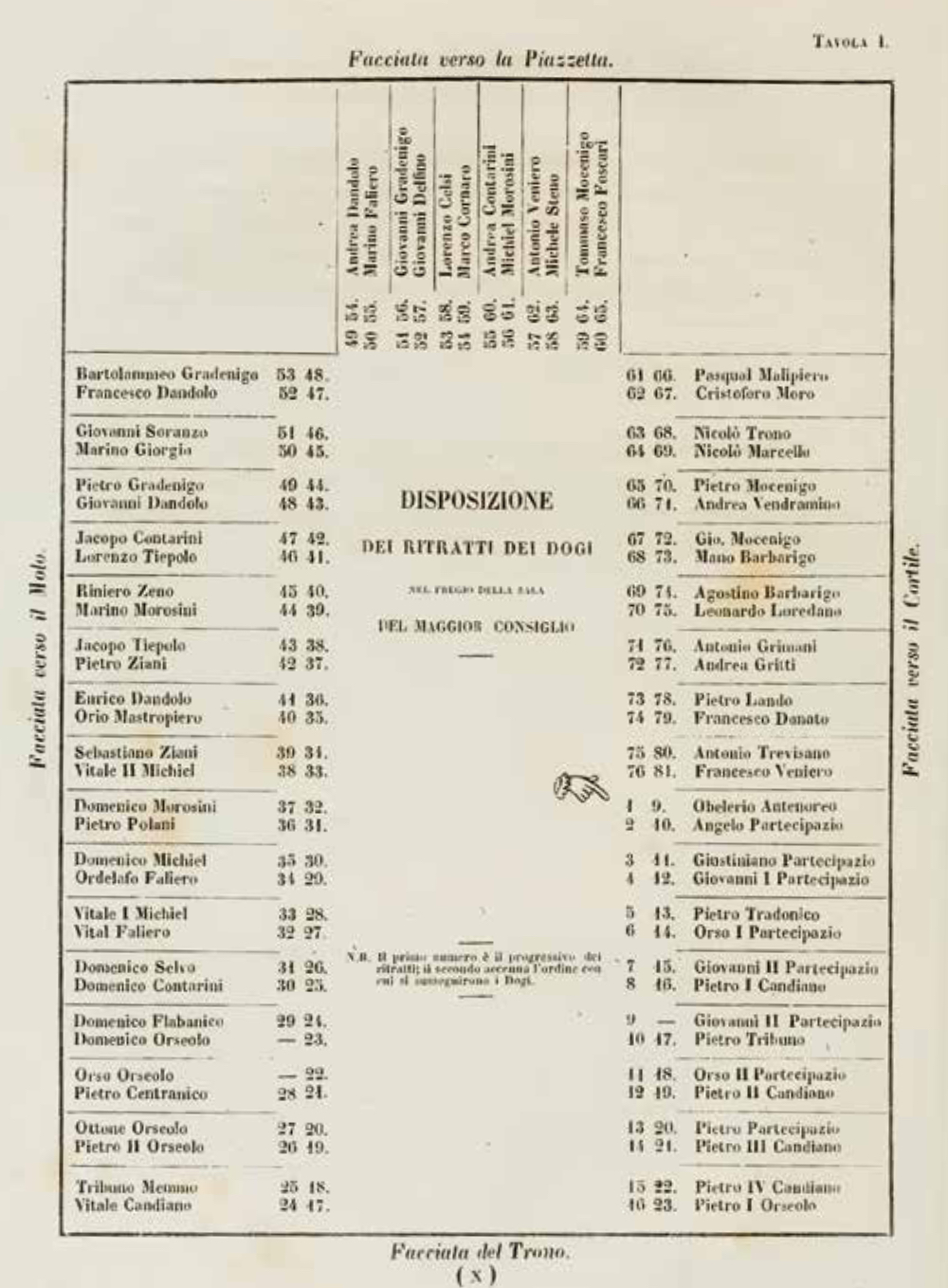
Skizze des Saales des Großen Rates im Dogenpalast mit der Situierung der Dogenporträts (Francesco Zanotto: Il Palazzo Ducale di Venezia illustrato, 5 Bde., Bd. 4, Antonelli, Venedig 1841–1842 (Digitalisat, Tavola I)). Dabei wird behauptet, obwohl Beatus als erster Doge ausdrücklich im Spruchband an der Wand des Saales genannt wird, sein älterer Bruder Obelerio sei der erste Doge gewesen.

Die historischen Bezeichnungen variierten besonders in der frühen Neuzeit. So bezeichnet Pietro Marcello die Mitdogen als bloße „compagni“, Gian Giacomo Caroldo bezeichnet sie als „consorti del Ducato“.
Francesco Sansovino (1512–1586) umschrieb in seinem 1587 in Venedig erschienenen Opus Delle cose notabili della città di Venetia, Libri II den Vorgang der Erhebung eines Mitdogen mit „ottenne per compagno nel Principato vn suo figlio“.
Der Frankfurter Jurist Heinrich Kellner, der Oberitalien aus eigener Erfahrung kannte und der die venezianische Chronistik im deutschen Sprachraum bekannt machte (wobei er weitgehend Marcello folgte), zählt in seiner 1574 erschienenen Chronica das ist Warhaffte eigentliche vnd kurtze Beschreibung, aller Hertzogen zu Venedig Leben, „Johann“ nicht als Dogen, sondern als „Gehilfen“. Das gilt auch für dessen Sohn „Moritz den Jüngeren“. Obelerius wieder habe „zum Gehülffen Beatum/seinen Bruder“ genommen.
Die Chronik des Gian Giacomo Caroldo, fertiggestellt 1532, behauptet, Obelerius habe seinen Bruder Beatus zum Mitdogen erhoben („tolse Beato suo fratello consorte nel Ducato“). Wie man in einigen alten Chroniken lesen könne, so der Autor, sei „Beato duce“ der erste gewesen, der seinen Sitz in Rialto nahm, außerdem seien in ‚einer gewissen alten Malerei die Erfolge der beiden Dogenbrüder Obelerius und Beatus geschildert gewesen‘.
In Johann Heinrich Zedlers Werk, das unter dem Titel Grosses vollständiges Universal-Lexicon Aller Wissenschafften und Künste, Welche bishero durch menschlichen Verstand und Witz verbessert worden ab 1731 herausgegeben wurde, findet sich im 25. Band, der 1740 erschien: Obelerio nahm seine Brüder „zu Collegen in der Regierung an“. Beatus starb nach dieser Auffassung 809 als letzter in Metamaucum residierender Doge.
Girolamo Francesco Zanetti durchbrach 1765 die gängige Legitimitätsauffassung, denn er erkannte „Mauritius II.“ in seinem Chronicon Venetum den Status eines „Dux“ zu, eines Status, den ihm sein Vater im 18. Herrschaftsjahr eingeräumt habe.
In populären Darstellungen wurde, ähnlich wie in der staatlich gesteuerten Historiographie Venedigs, der zentrale Aspekt der Dynastiebildung immer wieder als Verfehlung gedeutet, die beinahe zwangsläufig zum Umsturz führen musste, aber nur dann, wenn sie sich mit einem schlechten Charakter des Dogen in Verbindung bringen ließ. So nahm August Daniel von Binzer 1845 an, dass der von 764 bis 787 regierende Mauritius (I.) „obgleich er, die Wahlfreiheit beeinträchtigend, 778 seinen Sohn zum Mitregenten ernannt hatte“, und, nachdem dieser wiederum 796 seinen Sohn Maurizio zum Mitregenten erhoben hatte, die erste Voraussetzung gegeben war. Beide regierten zudem „so tyrannisch und selbstsüchtig, daß sie nach wiederholten vergeblichen Versuchen endlich beide abgesetzt und verbannt wurden“. Dementsprechend meint er „Obelario nahm zwei seiner Brüder zu Mitregenten“ (S. 406).
Samuele Romanin meinte in seinem 1853 erschienenen Opus Storia documentata di Venezia, – wobei die Einordnung des Obelerius als 9. Doge nun allgemein akzeptiert war, während Beatus nicht mehr zu den Dogen zählte (S. 137) – Obelerio habe seinen Bruder Beato kurz nach seiner eigenen Proklamation zum Mitdogen erhoben, wenn der Autor auch nur von „poco stette ad associarsi il fratello Beato“ schreibt (S. 137). Beatus sei ein weiteres Jahr bis zu seinem Tod im Amt geblieben, nachdem Obelerius bereits hingerichtet worden sei. Ersteres belegt der Autor mit Einhard. Trotz dieses Jahres der Alleinherrschaft erkannte Romanin ihm nicht den Status eines Dogen zu.

## Rezeption des Begriffs im deutschsprachigen Raum
In der deutschen Historiographie erscheint der Begriff „Mitdoge“ Mitte des 19. Jahrhunderts. So bezeichnet Joseph Ferdinand Damberger 1851 den Sohn des Petrus Tradonicus, Johannes Tradonicus, explizit als Mitdogen. Schon der Brockhaus des Jahres 1864 nennt denselben Mitdogen bereits mit diesem Titel.
August Friedrich Gfrörer glaubte, dass die nach Konstantinopel entsandten Dogensöhne von dort als „Mitdogen“ und Nachfolger ihrer Väter zurückkehrten. Auf Verlangen des Volkes – so Gfrörer – wurde dem Dogen sein Bruder Beatus zur Seite gestellt – „Die Maßregel wird daher durch die Griechisch-Gesinnten, jedenfalls durch Feinde fränkischer Oberherrschaft über Venetien, erzwungen worden sein“ (S. 105). Diese hätten demnach auch den dritten Dogen Valentinus durchgesetzt, um Obelerius und Beatus in Schach zu halten.
Das Lehrbuch der Weltgeschichte bezeichnet 1878 Giovanni Orseolo, der mit einer byzantinischen Prinzessin verheiratet war, ebenfalls als Mitdogen. Die Byzantinische Zeitschrift benutzte die Bezeichnung ebenfalls, etwa in den Jahrgängen 1888 und 1894 (S. 296, bzw. 95).
Spätestens seit Heinrich Kretschmayrs 1905 erschienenem ersten Band seiner dreibändigen Geschichte von Venedig war die Bezeichnung als „Mitdoge“ etabliert. Er glaubte, „beide Duces“ – nach ihm war Beatus von seinem Bruder zum „mitregierenden Dux“ ernannt worden – hätten sich bereits 805 „zu strikter Unterwerfung unter das Frankenreich“ entschlossen.

## Liste der Mitdogen
Von den 14 Mitdogen gelang es beinahe jedem zweiten, genauer gesagt sechs von ihnen, später als Dogen allein zu herrschen und dementsprechend von den Geschichtsschreibern der späten Republik als solche anerkannt zu werden.
| Nach der traditionellen Dogenliste | Name                   | Regierungszeit | Kommentar |
| ---------------------------------- | ---------------------- | -------------- | --- |
| 8.                                 | Giovanni Galbaio       | 787–804        | erster Dogensohn, der durch seinen Vater (ohne Wahl) zum Mitdogen erhoben wurde. Sein Vater war Maurizio Galbaio. |
| –                                  | Mauritius (II.)        | 797?–803?      | zweiter Dogensohn, der durch seinen Vater Giovanni Galbaio zum Mitherrscher erhoben wurde; der erste, der starb, bevor er im Amt des Dogen seinem Vater nachfolgen konnte                                                                   |
| –                                  | Beatus                 | ?–809          | Bruder und Mitdoge des Obelerius, † 811 in Zara; sein Porträt im Dogenpalast ist das erste unter den Dogen, da er im 14. und 16. Jahrhundert als derjenige galt, der die heutige Kernstadt Venedig zur Hauptstadt der Lagune gemacht hatte. |
| –                                  | Valentinus             | ?–809          | Bruder und Mitdoge des Obelerius |
| 11.                                | Giustiniano Particiaco | 827–829        | überlebt als (5.) Mitdoge (ab 809?) seinen Vater Agnellus und folgt ihm daher 827 im Amt |
| -                                  | Agnellus (II.)         | 809?–820?      | Sohn und Mitdoge seines Vaters Justinianus (Giustiniano) |
| 12.                                | Giovanni I. Particiaco | 829–837        | Mitdoge, dann ab 829 Doge |
| –                                  | Johannes Tradonicus    | 836–863        | Sohn und 27 Jahre lang Mitdoge des Petrus Tradonicus, in den ältesten Quellen als „dux“ bezeichnet; stirbt im Jahr vor dessen Ermordung |
| –                                  | Petrus                 | um 885         | (8.) Mitdoge und jüngster Bruder Giovannis II. Particiaco |
| –                                  | Ursus                  | bis 887        | Mitdoge, tritt gemeinsam mit seinem älteren Bruder Giovanni II. Particiaco zurück |
| 16.                                | Pietro I. Candiano     | 887            | der kranke Doge Johannes II. übergibt ihm die Insignien seiner Macht |
| 22.                                | Pietro IV. Candiano    | 959–976        | spätestens 958 Mitdoge |
| –                                  | Giovanni Orseolo       | 1002–1008      | Mitdoge seines Vaters Pietro II. Orseolo (984–1009) |
| 27.                                | Ottone Orseolo         | 1009–1026      | jüngerer Bruder Giovanni Orseolos, nach dessen Tod 1008 Mitdoge |